# Liste der Nummer-eins-Hits der Billboard Mainstream Rock Songs (1990er Jahre)
Die Mainstream Rock Songs-Charts sind Musikcharts des Magazins Billboard, die Titel aus den Musikrichtungen Mainstream- und Active-Rock nach Radioübertragungen listen. Die Mainstream Rock Songs Charts wurden am 21. März 1981 erstmals veröffentlicht. Die folgende Liste zeigt die Titel an, die in den 1990er Jahren Platz eins erreichten. Van Halen hatten mit acht Titeln die meisten Nummer-eins-Hits der Dekade, gefolgt von Collective Soul mit sieben Titeln.

## Legende
- Datum: Nennt das Datum, an dem der Titel Platz eins der Charts belegte.
- Titel: Nennt den Titel des Liedes. Gelb unterlegte Titel belegten Platz eins der Jahrescharts.
- Künstler: Nennt den Namen des Künstlers bzw. der Band
- Wochen: Nennt die Anzahl der Wochen, die der Titel Platz eins der Charts belegte.

## Übersicht

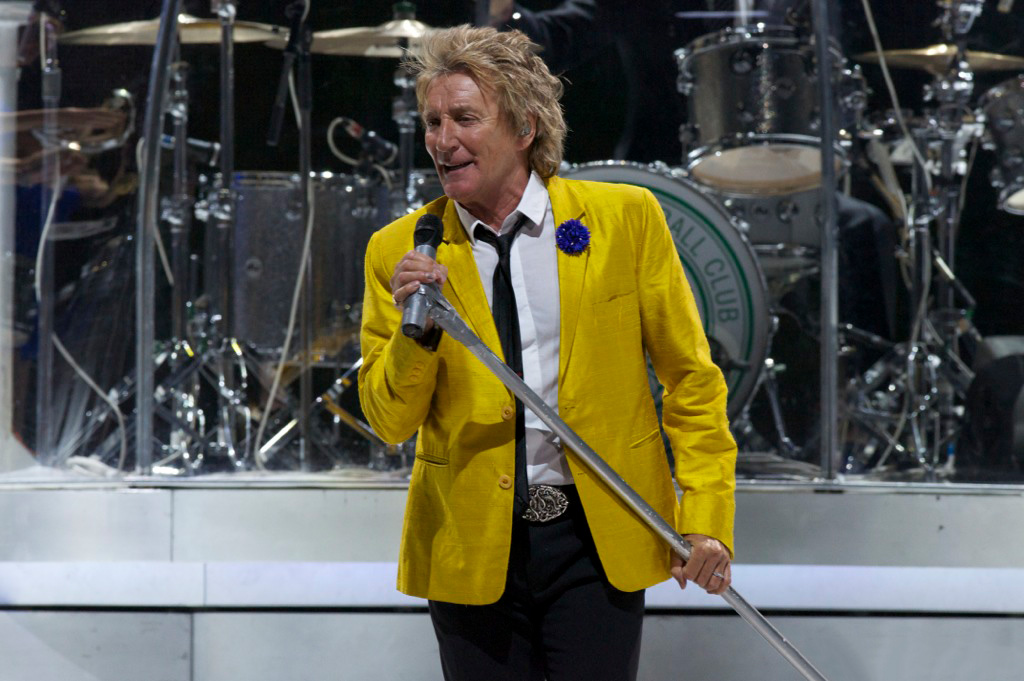
Rod Stewart hatte den ersten Nummer-eins-Hit der Dekade

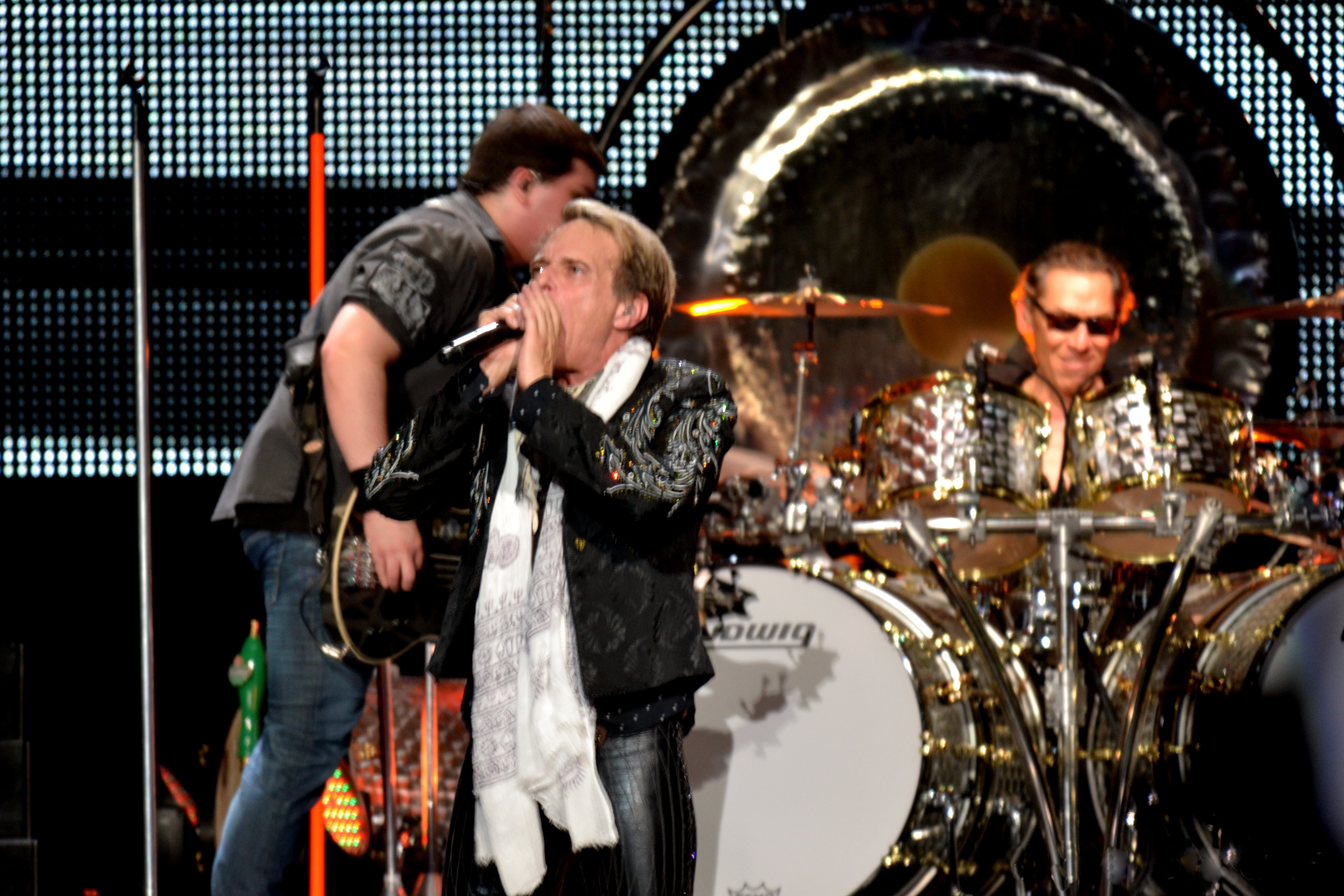
Van Halen hatten mit acht die meisten Nummer-eins-Hits

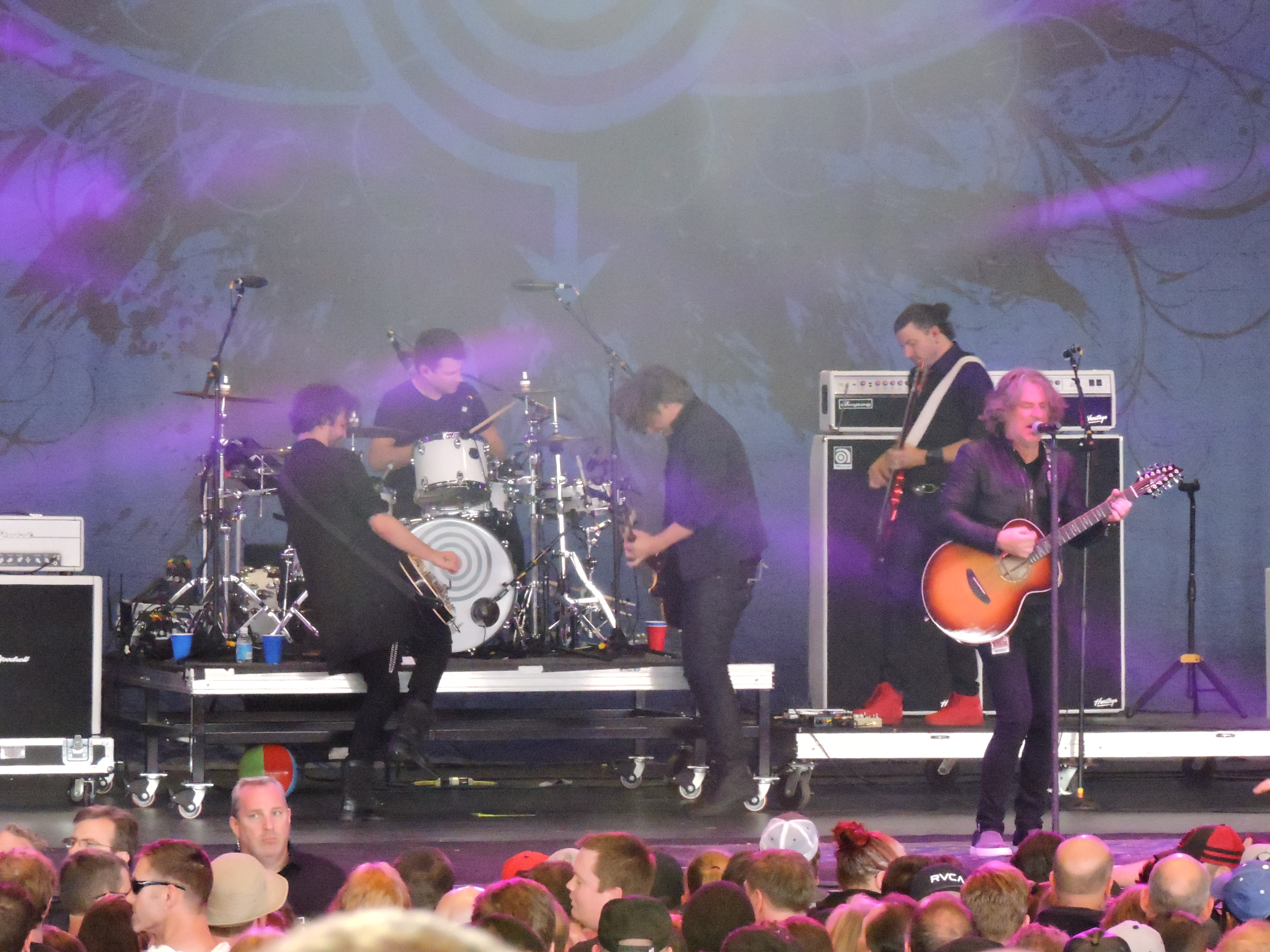
Collective Soul hatten sieben Nummer-eins-Hits

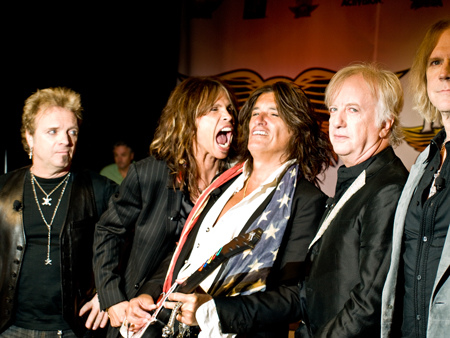
Sechs Nummer-eins-Hits hatten Aerosmith...

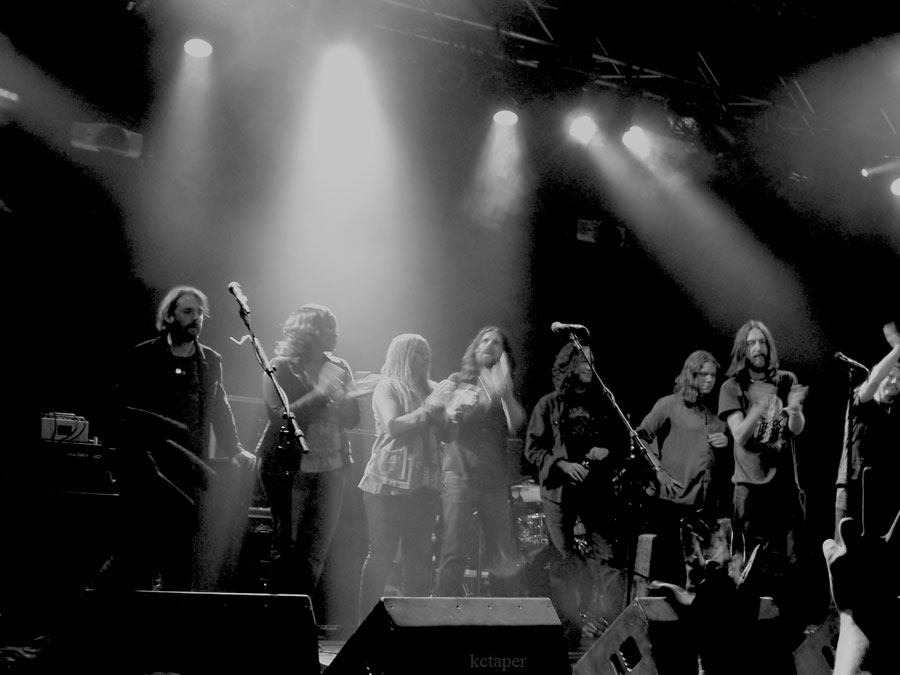
...die Black Crowes...

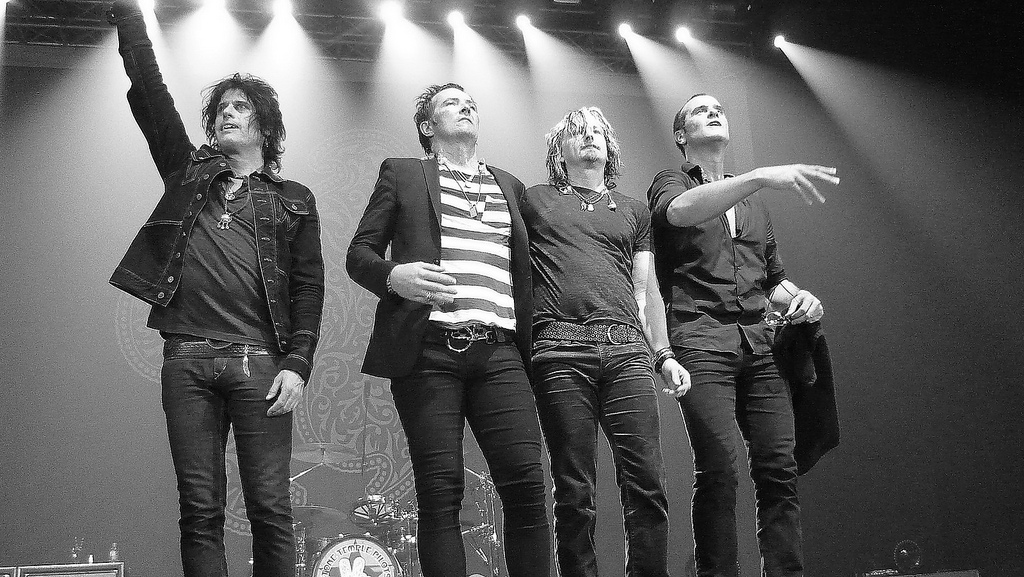
...und die Stone Temple Pilots

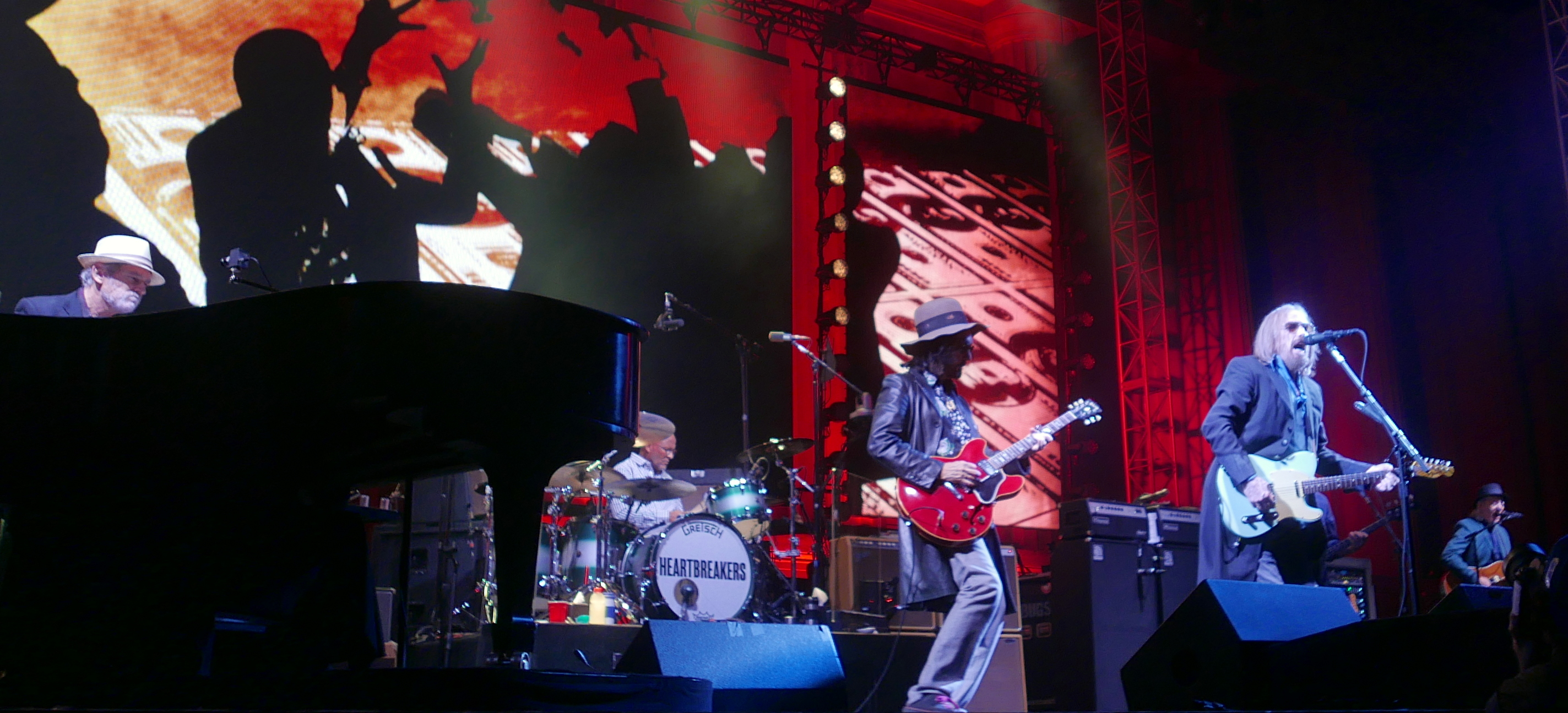
Vier Nummer-eins-Hits hatten Tom Petty and the Heartbreakers...

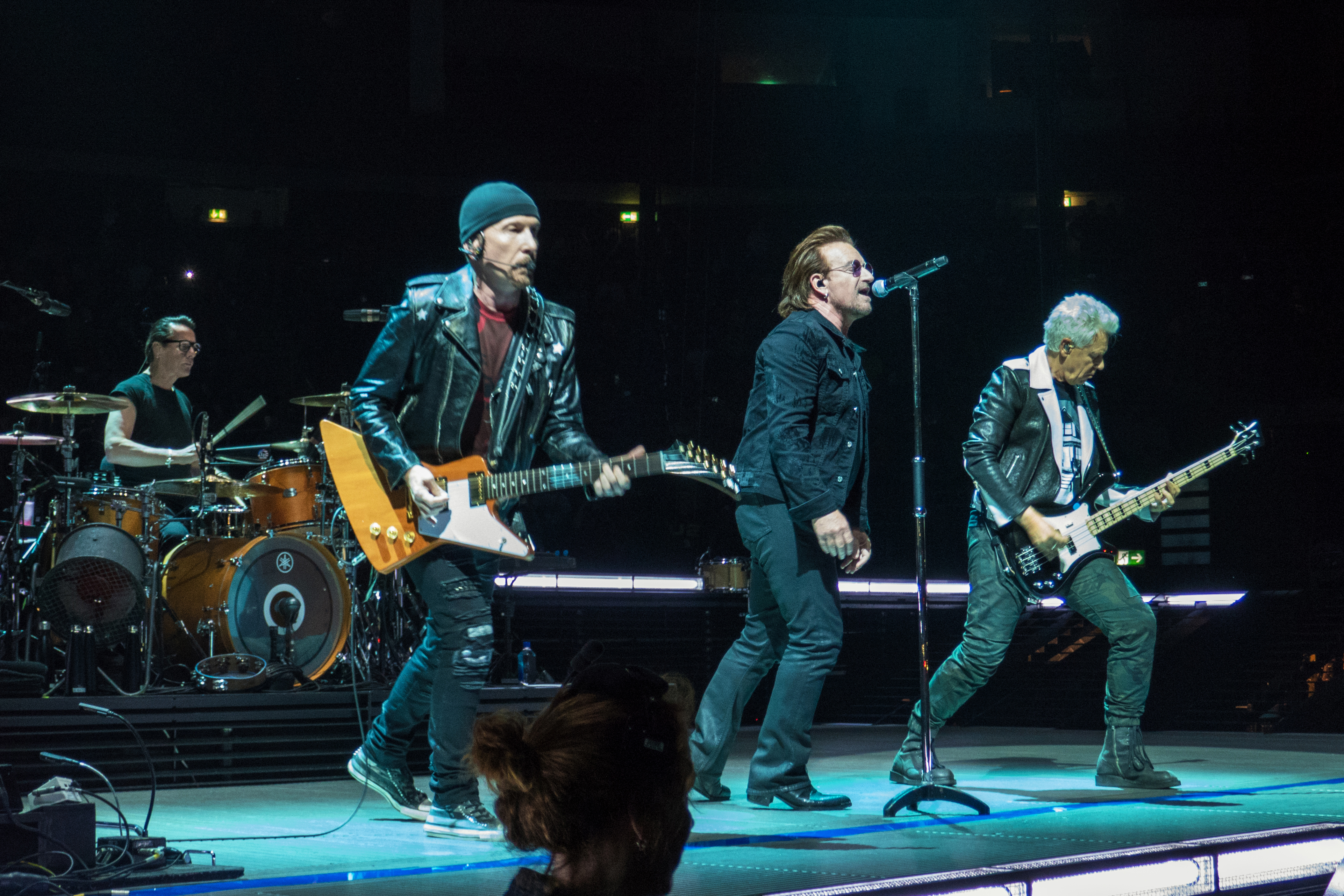
...U2...

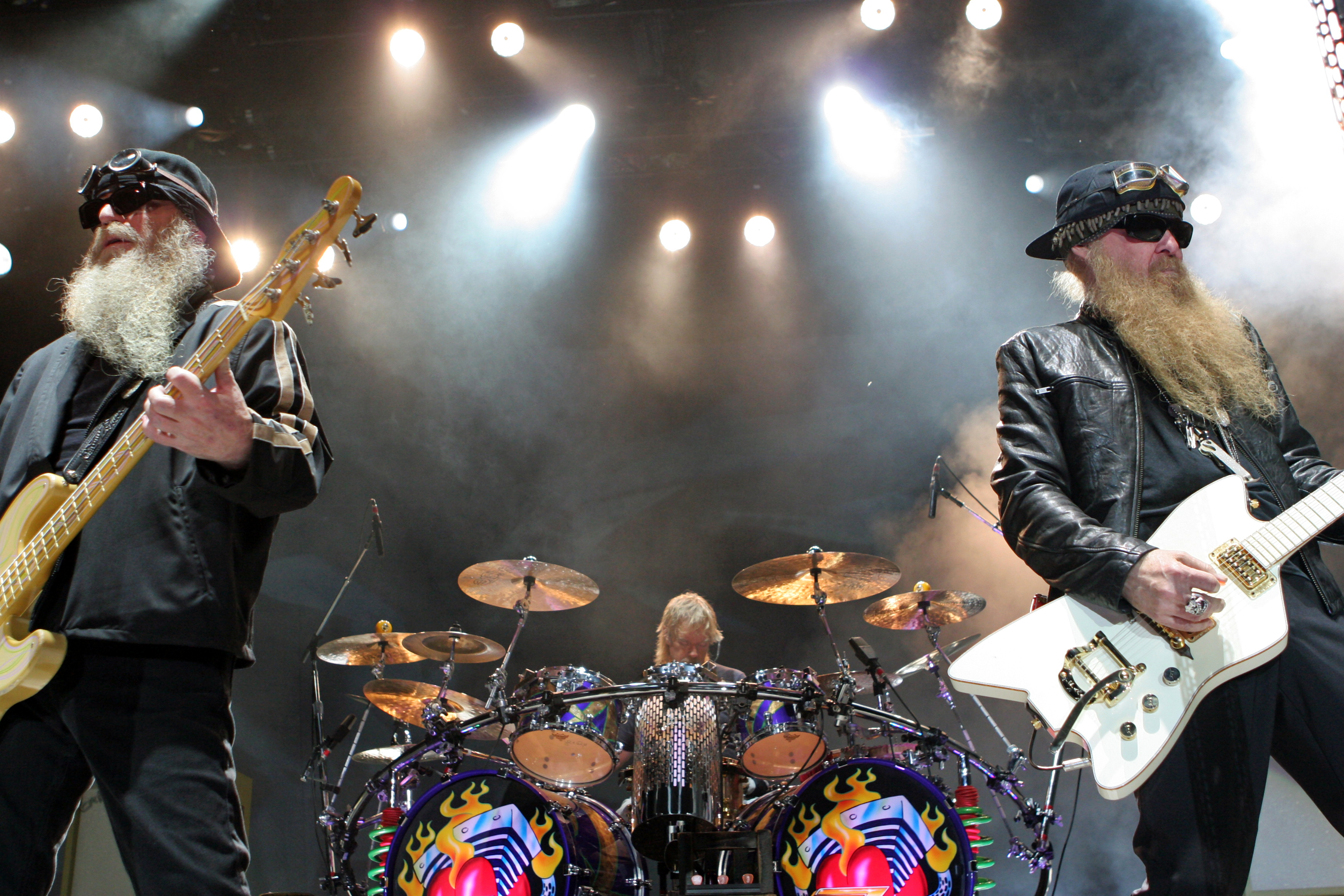
...und ZZ Top

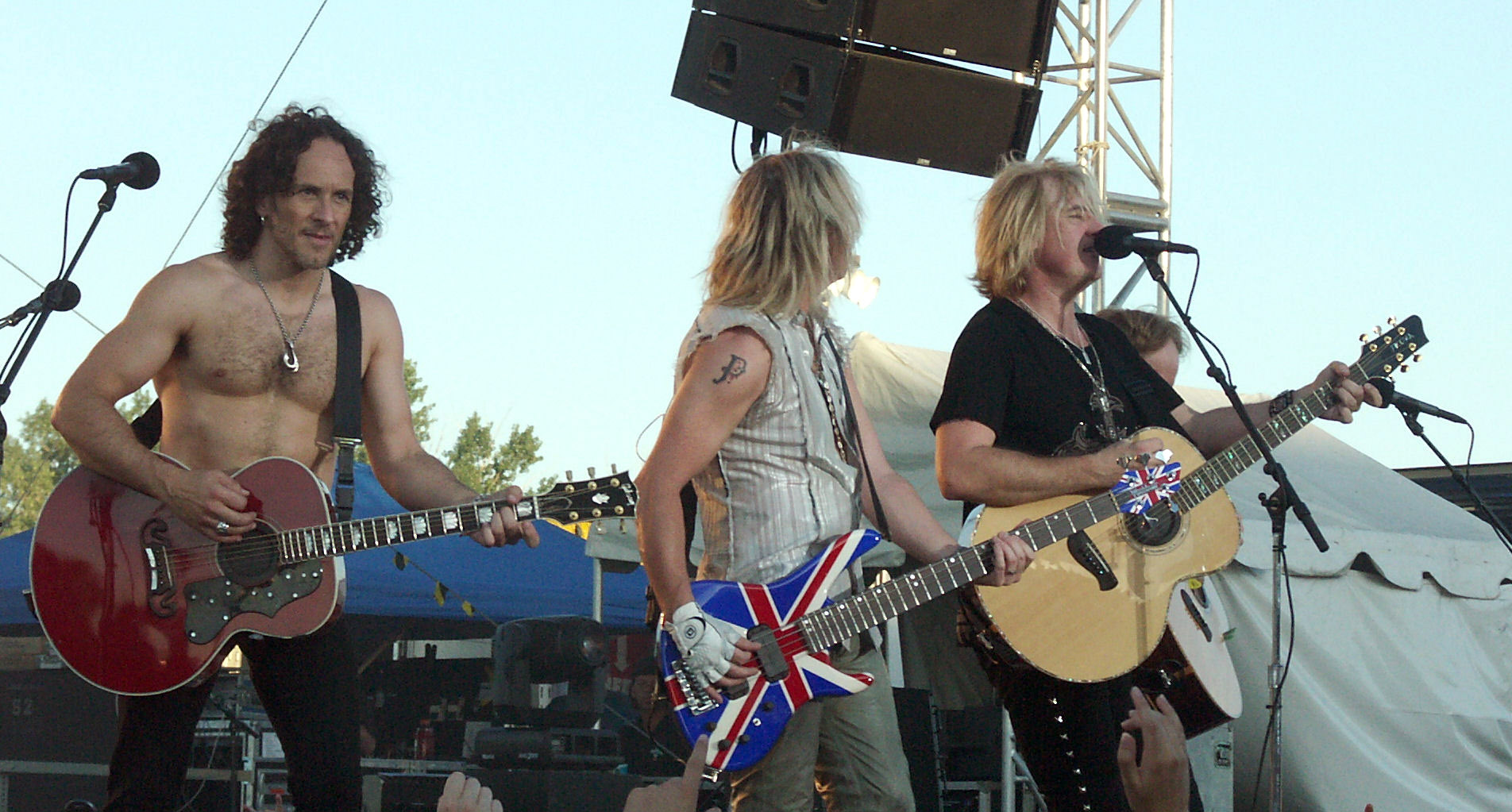
Drei Nummer-eins-Hits hatten Def Leppard...

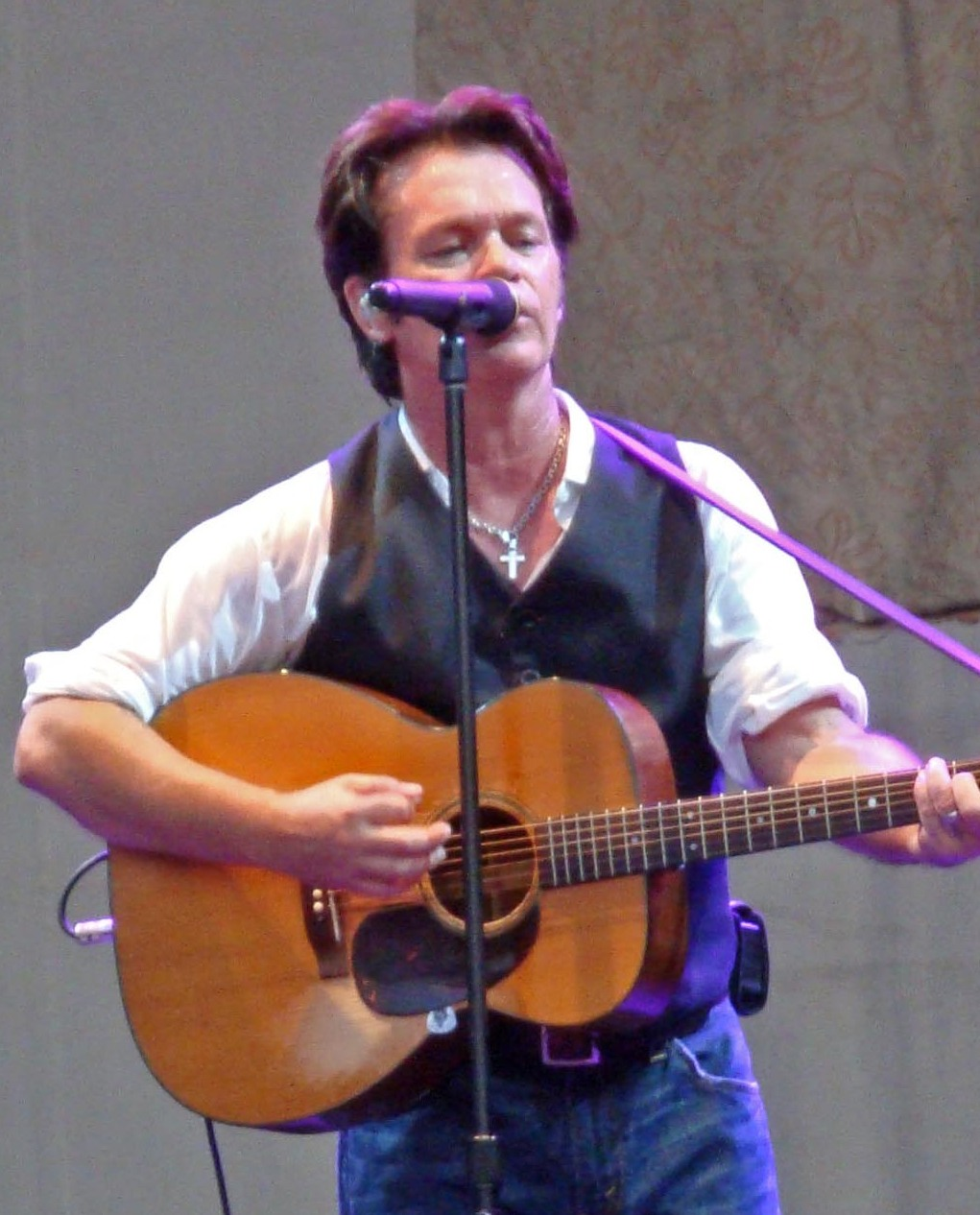
...John Mellencamp...

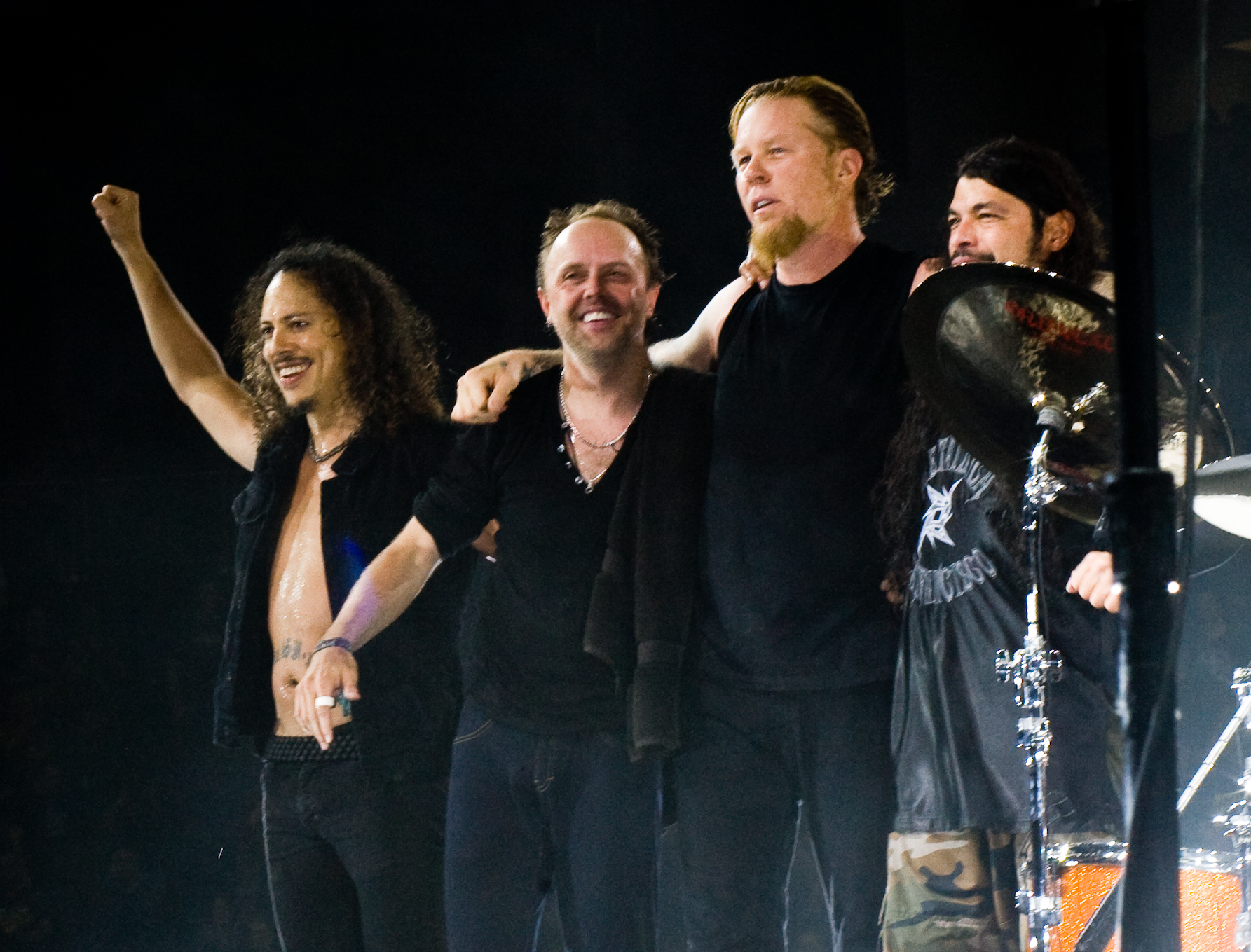
...Metallica...

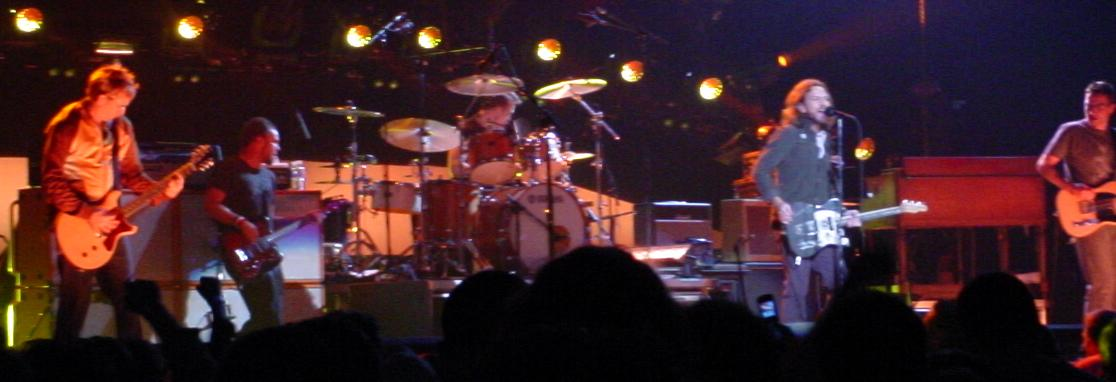
...Pearl Jam...

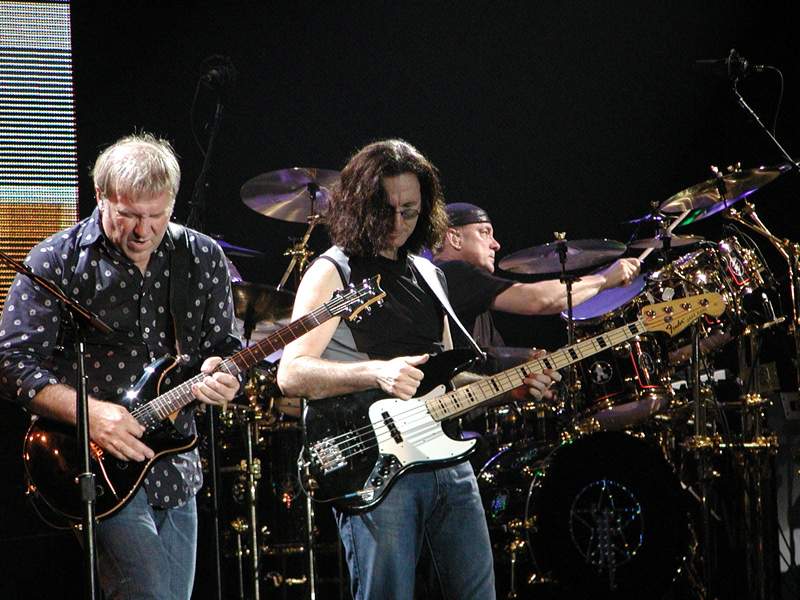
...Rush...

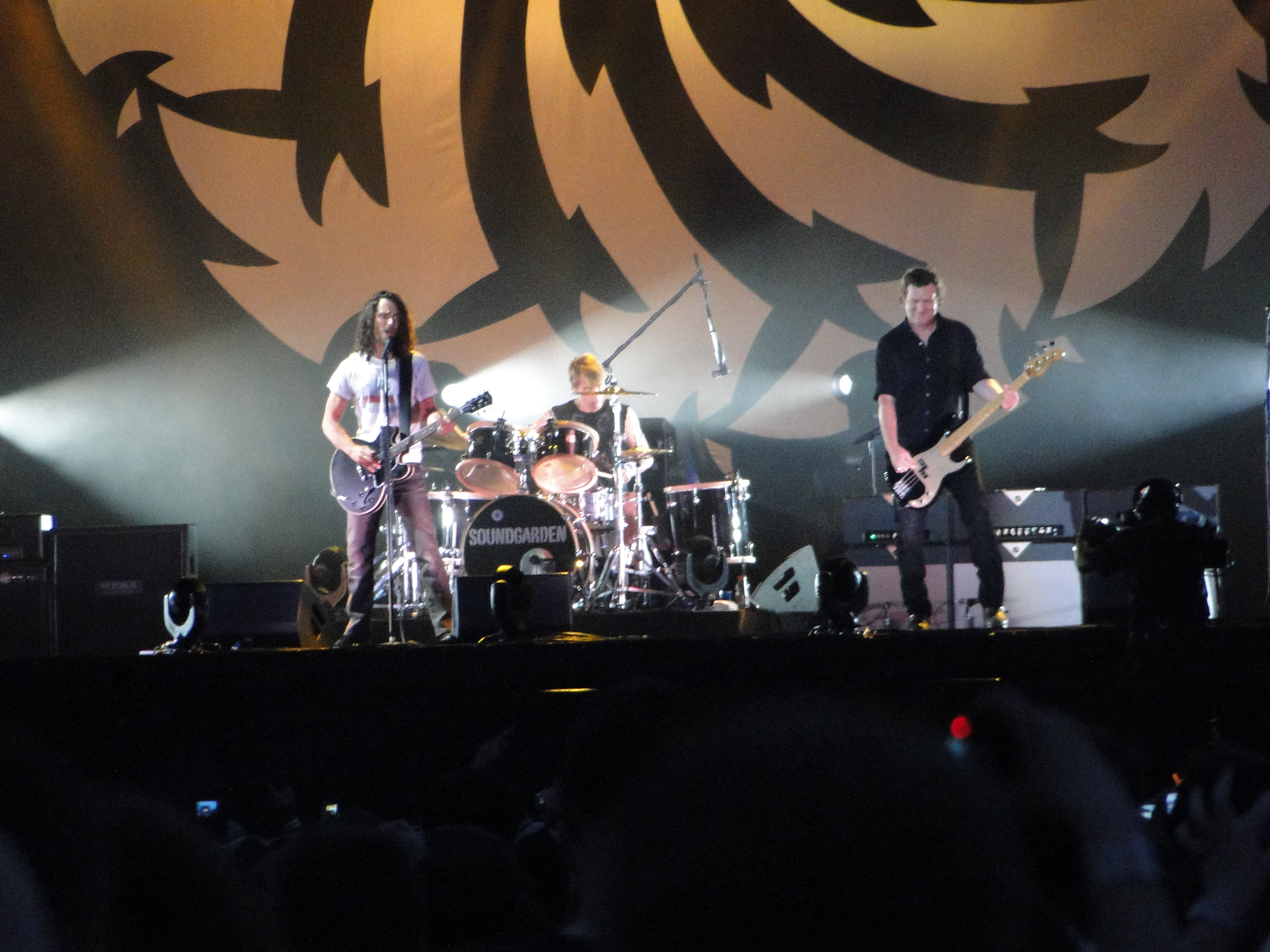
...und Soundgarden

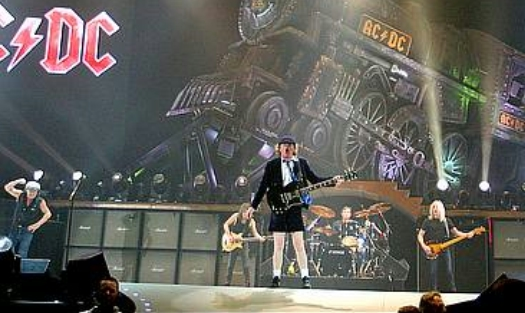
Zwei Nummer-eins-Hits hatten AC/DC...

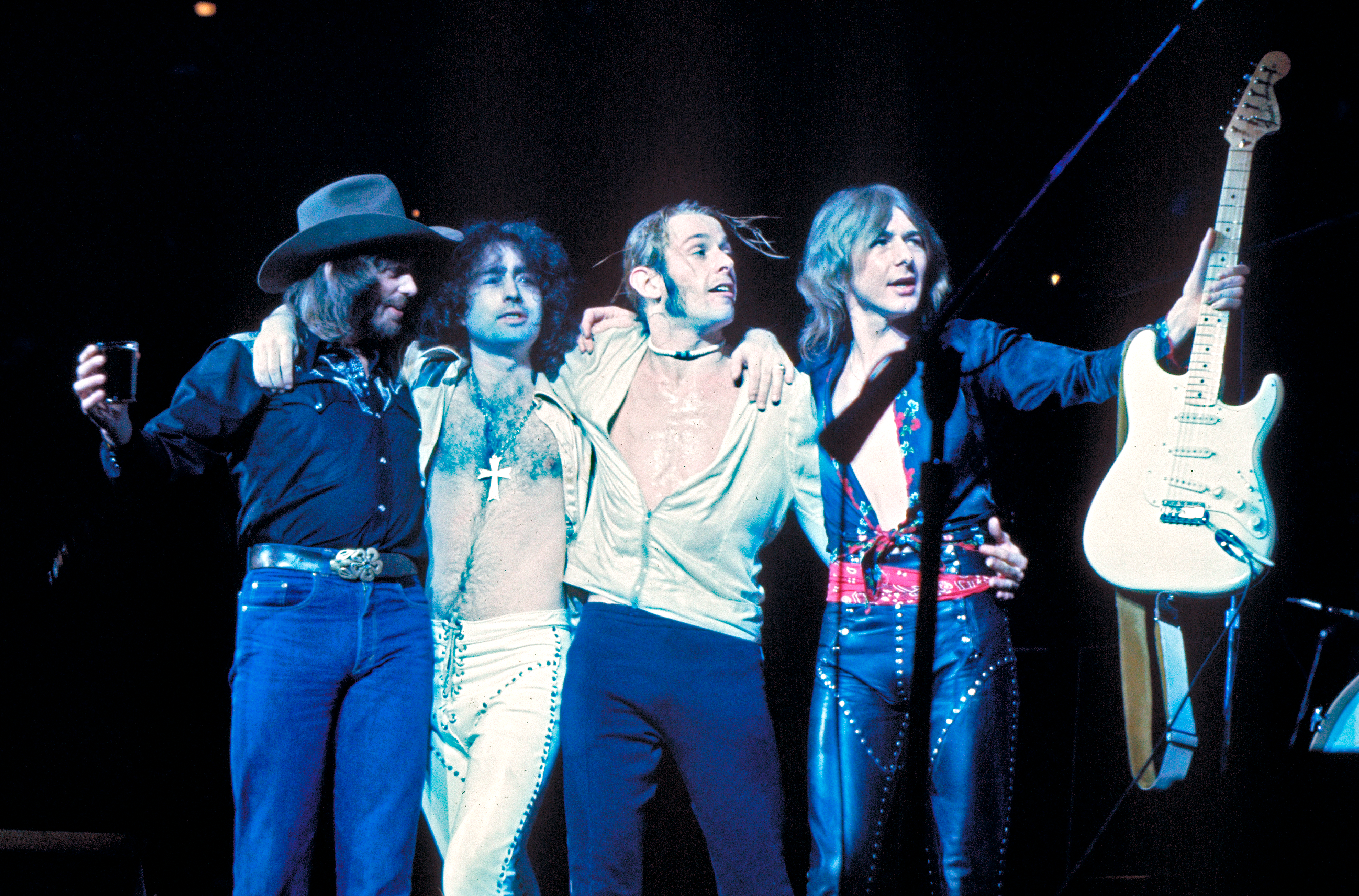
...Bad Company...

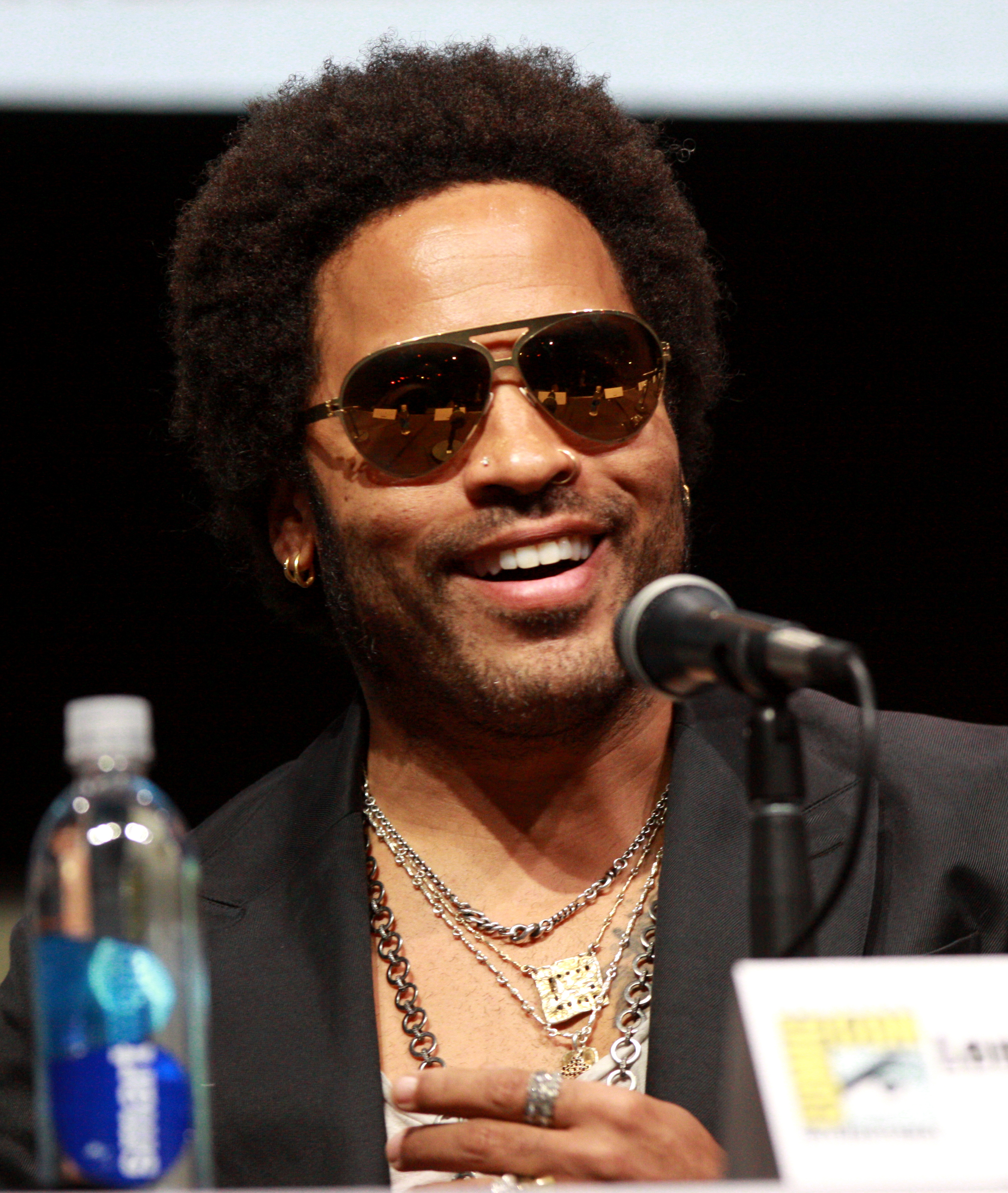
...Lenny Kravitz...

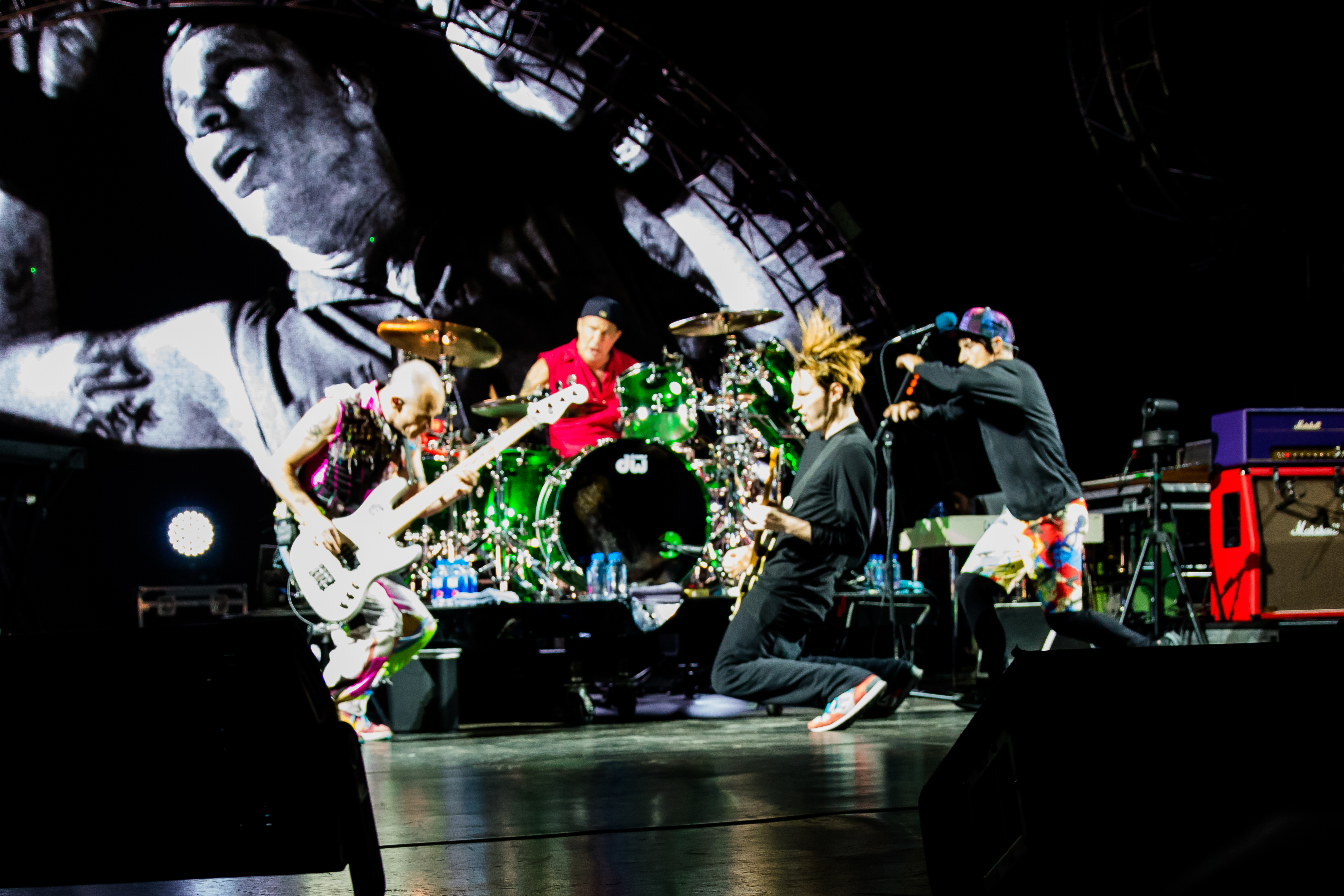
...die Red Hot Chili Peppers...

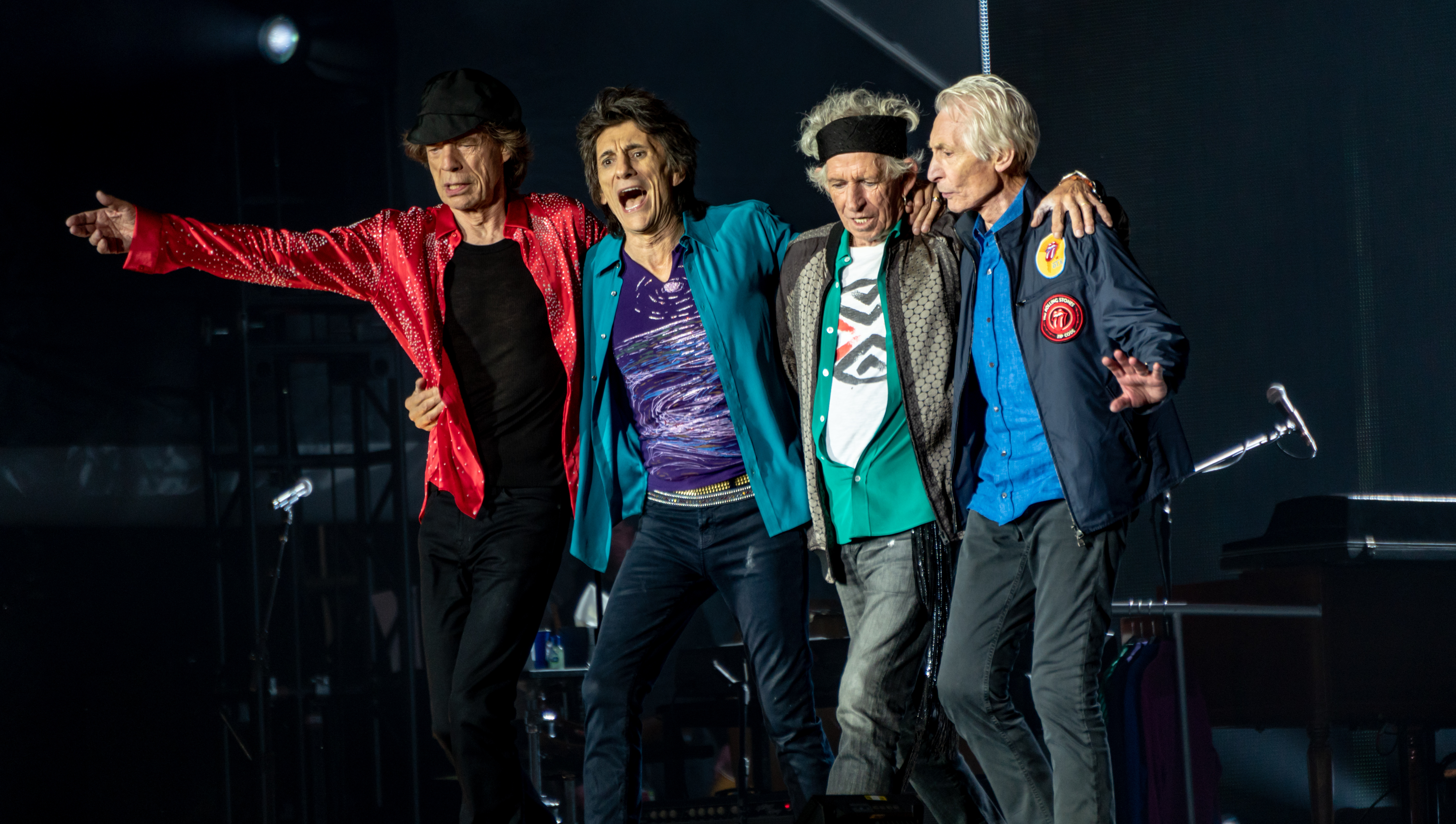
...und die Rolling Stones

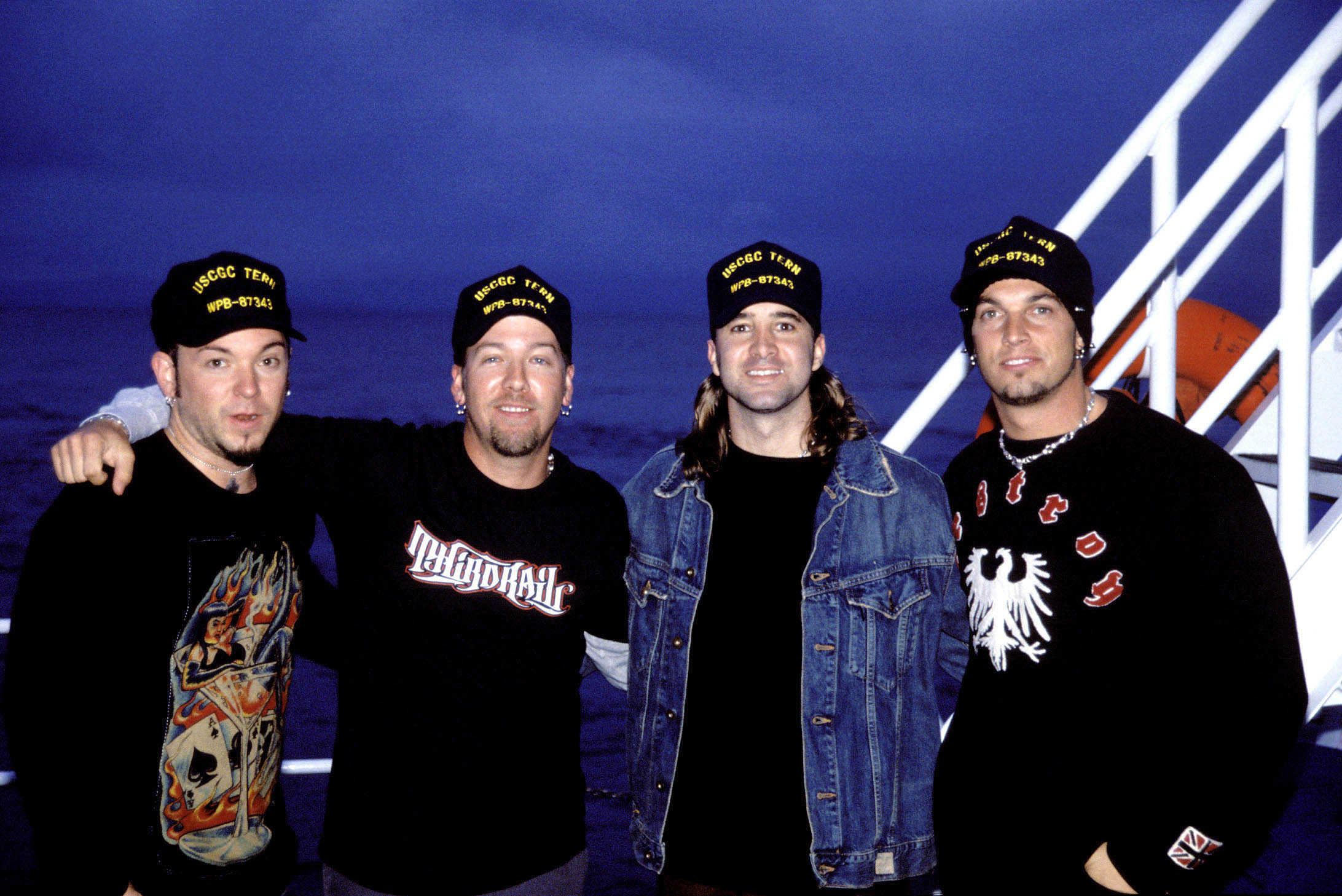
Higher von Creed war mit 17 Wochen am längsten auf Platz eins

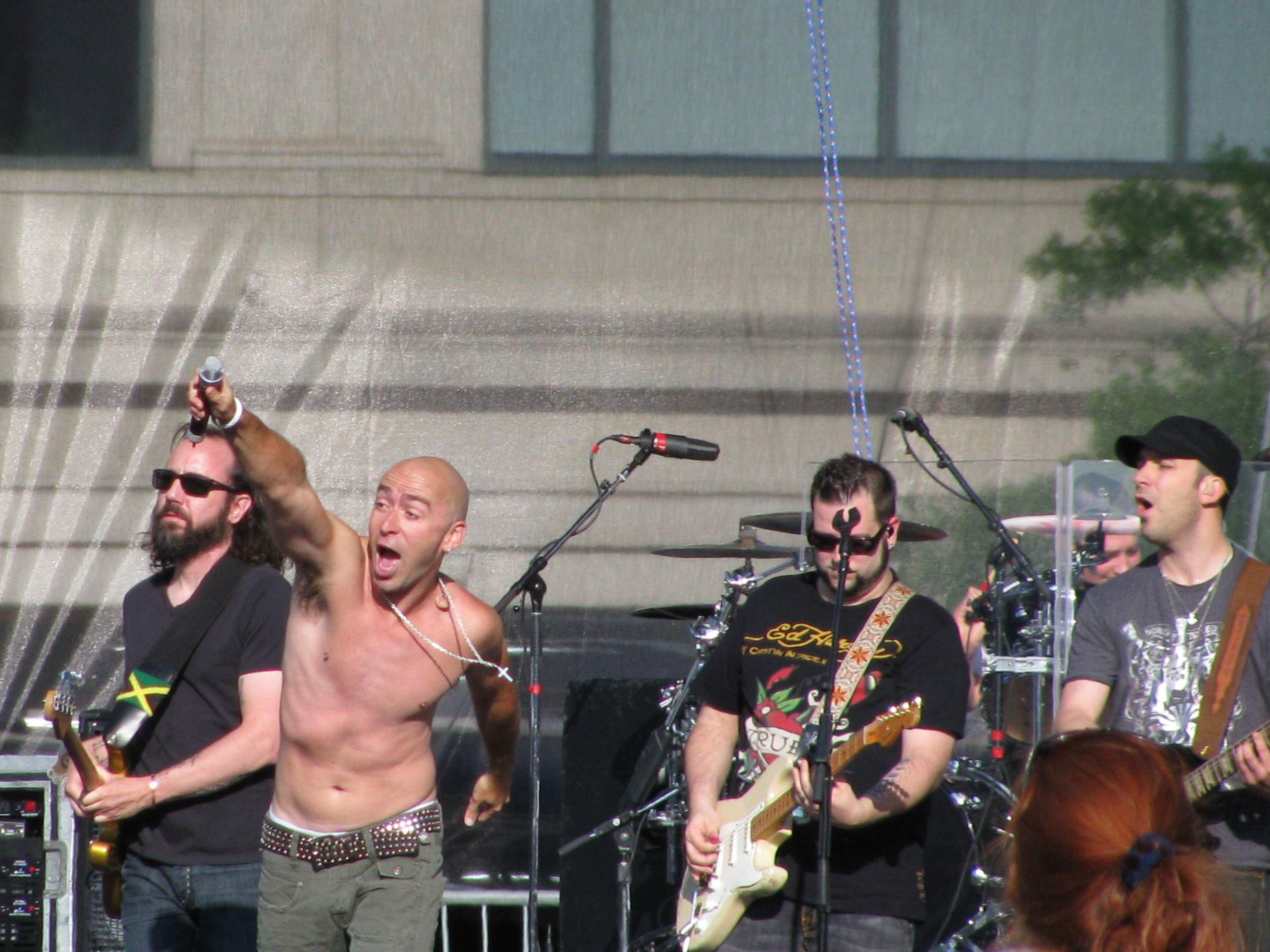
Lightning Crashes von Live war 10 Wochen auf Platz eins

### 1990
| Datum         | Titel                    | Künstler                 | Wochen |
| ------------- | ------------------------ | ------------------------ | ------ |
| 13. Januar    | Downtown Train           | Rod Stewart              | 2      |
| 27. Januar    | Bad Love                 | Eric Clapton             | 3      |
| 17. Februar   | Black Velvet             | Alannah Myles            | 1      |
| 24. Februar   | What It Takes            | Aerosmith                | 1      |
| 3. März       | Black Velvet             | Alannah Myles            | 1      |
| 10. März      | Almost Hear You Sigh     | The Rolling Stones       | 1      |
| 17. März      | Blue Sky Mine            | Midnight Oil             | 1      |
| 24. März      | Hurting Kind             | Robert Plant             | 6      |
| 5. Mai        | Coming of Age            | Damn Yankees             | 1      |
| 12. Mai       | Texas Twister            | Little Feat              | 1      |
| 19. Mai       | Doubleback               | ZZ Top                   | 5      |
| 23. Juni      | Cradle of Love           | Billy Idol               | 2      |
| 7. Juli       | Holy Water               | Bad Company              | 2      |
| 21. Juli      | Across the River         | Bruce Hornsby            | 1      |
| 28. Juli      | The Other Side           | Aerosmith                | 2      |
| 11. August    | Good Clean Fun           | The Allman Brothers Band | 1      |
| 18. August 18 | Brickyard Road           | Johnny Van Zant          | 3      |
| 8. September  | Blaze of Glory           | Jon Bon Jovi             | 1      |
| 15. September | Suicide Blonde           | INXS                     | 4      |
| 13. Oktober   | Concrete and Steel       | ZZ Top                   | 4      |
| 10. November  | Hard to Handle           | The Black Crowes         | 2      |
| 24. November  | One and Only Man         | Steve Winwood            | 2      |
| 8. Dezember   | My Head's in Mississippi | ZZ Top                   | 6      |

### 1991
| Datum          | Titel               | Künstler                        | Wochen |
| -------------- | ------------------- | ------------------------------- | ------ |
| 19. Januar     | All This Time       | Sting                           | 7      |
| 9. März        | She Talks to Angels | The Black Crowes                | 1      |
| March 16       | Highwire            | The Rolling Stones              | 3      |
| April 6        | Silent Lucidity     | Queensrÿche                     | 1      |
| April 13       | Losing My Religion  | R.E.M.                          | 3      |
| May 4          | Lift Me Up          | Yes                             | 6      |
| 15. Juni       | Poundcake           | Van Halen                       | 2      |
| June 29        | Learning to Fly     | Tom Petty and the Heartbreakers | 6      |
| 10. August     | Runaround           | Van Halen                       | 4      |
| 7. September   | Out in the Cold     | Tom Petty and the Heartbreakers | 2      |
| 21. September  | Dreamline           | Rush                            | 4      |
| 19. October 19 | Get a Leg Up        | John Mellencamp                 | 1      |
| 26. Oktober    | Top of the World    | Van Halen                       | 3      |
| 16. November   | Get a Leg Up        | John Mellencamp                 | 1      |
| 23. November   | Top of the World    | Van Halen                       | 1      |
| 30. November   | Get a Leg Up        | John Mellencamp                 | 1      |
| 7. Dezember    | Heavy Fuel          | Dire Straits                    | 1      |
| 14. Dezember   | Mysterious Ways     | U2                              | 12     |

### 1992
| Datum         | Titel                           | Künstler          | Wochen |
| ------------- | ------------------------------- | ----------------- | ------ |
| 7. März       | Again Tonight                   | John Mellencamp   | 2      |
| 21. März      | Human Touch                     | Bruce Springsteen | 3      |
| 11. April     | Let's Get Rocked                | Def Leppard       | 1      |
| 18. April     | One                             | U2                | 2      |
| 2. Mai        | Remedy                          | The Black Crowes  | 11     |
| 18. Juli      | Sting Me                        | The Black Crowes  | 2      |
| 1. August     | Even Better Than the Real Thing | U2                | 3      |
| 22. August    | Thorn in My Pride               | The Black Crowes  | 4      |
| 19. September | How About That                  | Bad Company       | 6      |
| 31. Oktober   | Digging in the Dirt             | Peter Gabriel     | 1      |
| 7. November   | Rest in Peace                   | Extreme           | 2      |
| 21. November  | Keep the Faith                  | Bon Jovi          | 1      |
| 28. November  | Hotel Illness                   | The Black Crowes  | 6      |

### 1993
| Datum         | Titel                            | Künstler                        | Wochen |
| ------------- | -------------------------------- | ------------------------------- | ------ |
| 9. Januar     | Stand Up (Kick Love into Motion) | Def Leppard                     | 5      |
| 13. Februar   | Don't Tear Me Up                 | Mick Jagger                     | 1      |
| 20. Februar   | Won't Get Fooled Again           | Van Halen                       | 1      |
| 27. Februar   | Pride and Joy                    | Coverdale/Page                  | 6      |
| 10. April     | Livin' on the Edge               | Aerosmith                       | 9      |
| 12. Juni      | Are You Gonna Go My Way          | Lenny Kravitz                   | 2      |
| 26. Juni      | Plush                            | Stone Temple Pilots             | 1      |
| 3. Juli       | Big Gun                          | AC/DC                           | 2      |
| 17. Juli      | Cryin‘                           | Aerosmith                       | 6      |
| 28. August    | What If I Came Knocking          | John Mellencamp                 | 2      |
| 11. September | Peace Pipe                       | Cry of Love                     | 4      |
| 9. Oktober    | No Rain                          | Blind Melon                     | 2      |
| 23. Oktober   | Stick It Out                     | Rush                            | 4      |
| 20. November  | Mary Jane's Last Dance           | Tom Petty and the Heartbreakers | 2      |
| 4. Dezember   | Daughter                         | Pearl Jam                       | 8      |

### 1994
| Datum         | Titel                       | Künstler            | Wochen |
| ------------- | --------------------------- | ------------------- | ------ |
| 29. Januar    | Pincushion                  | ZZ Top              | 4      |
| 26. Februar   | Deuces Are Wild             | Aerosmith           | 4      |
| 26. März      | No Excuses                  | Alice in Chains     | 2      |
| 9. April      | Keep Talking                | Pink Floyd          | 6      |
| 21. Mai       | Shine                       | Collective Soul     | 8      |
| 16. Juli      | Black Hole Sun              | Soundgarden         | 7      |
| 3. September  | Vasoline                    | Stone Temple Pilots | 2      |
| 17. September | Interstate Love Song        | Stone Temple Pilots | 15     |
| 31. Dezember  | You Don't Know How It Feels | Tom Petty           | 1      |

### 1995
| Datum         | Titel                                | Künstler              | Wochen |
| ------------- | ------------------------------------ | --------------------- | ------ |
| 7. Januar     | Better Man                           | Pearl Jam             | 2      |
| 21. Januar    | Don't Tell Me (What Love Can Do)     | Van Halen             | 3      |
| 11. Februar   | Better Man                           | Pearl Jam             | 6      |
| 25. März      | Lightning Crashes                    | Live                  | 10     |
| 3. Juni       | December                             | Collective Soul       | 9      |
| 5. August     | Hold Me, Thrill Me, Kiss Me, Kill Me | U2                    | 1      |
| 12. August    | And Fools Shine On                   | Brother Cane          | 6      |
| 23. September | Tomorrow                             | Silverchair           | 3      |
| 14. Oktober   | Hard as a Rock                       | AC/DC                 | 3      |
| 4. November   | Name                                 | Goo Goo Dolls         | 5      |
| 9. Dezember   | My Friends                           | Red Hot Chili Peppers | 4      |

### 1996
| Datum        | Titel                               | Künstler              | Wochen |
| ------------ | ----------------------------------- | --------------------- | ------ |
| 6. Januar    | Cumbersome                          | Seven Mary Three      | 4      |
| 3. Februar   | The World I Know                    | Collective Soul       | 4      |
| 2. März      | 1979                                | The Smashing Pumpkins | 2      |
| 16. März     | Santa Monica                        | Everclear             | 3      |
| 6. April     | In the Meantime                     | Spacehog              | 4      |
| 4. Mai       | Big Bang Baby                       | Stone Temple Pilots   | 1      |
| 11. Mai      | Where the River Flows               | Collective Soul       | 2      |
| 25. Mai      | Humans Being                        | Van Halen             | 2      |
| 8. Juni      | Until It Sleeps                     | Metallica             | 7      |
| 27. Juli     | Trippin' on a Hole in a Paper Heart | Stone Temple Pilots   | 1      |
| 3. August    | Until It Sleeps                     | Metallica             | 1      |
| 10. August   | Trippin' on a Hole in a Paper Heart | Stone Temple Pilots   | 3      |
| 31. August   | Burden in My Hand                   | Soundgarden           | 5      |
| 5. Oktober   | Test for Echo                       | Rush                  | 3      |
| 26. Oktober  | Me Wise Magic                       | Van Halen             | 6      |
| 7. Dezember  | Hero of the Day                     | Metallica             | 3      |
| 28. Dezember | Blow Up the Outside World           | Soundgarden           | 3      |

### 1997
| Datum        | Titel                                  | Künstler            | Wochen |
| ------------ | -------------------------------------- | ------------------- | ------ |
| 18. Januar   | Lady Picture Show                      | Stone Temple Pilots | 1      |
| 25. Januar   | Blow Up the Outside World              | Soundgarden         | 1      |
| 1. Februar   | One Headlight                          | The Wallflowers     | 5      |
| 8. März      | Falling in Love (Is Hard on the Knees) | Aerosmith           | 5      |
| 12. April    | Precious Declaration                   | Collective Soul     | 4      |
| 10. Mai      | Gone Away                              | The Offspring       | 2      |
| 24. Mai      | Little White Lie                       | Sammy Hagar         | 5      |
| 28. Juni     | If You Could Only See                  | Tonic               | 5      |
| 2. August    | Listen                                 | Collective Soul     | 5      |
| 6. September | Pink                                   | Aerosmith           | 4      |
| 4. Oktober   | Touch, Peel and Stand                  | Days of the New     | 16     |

### 1998
| Datum         | Titel                   | Künstler                  | Wochen |
| ------------- | ----------------------- | ------------------------- | ------ |
| 24. Januar    | Given to Fly            | Pearl Jam                 | 6      |
| 7. März       | Without You             | Van Halen                 | 6      |
| 18. April     | Blue on Black           | Kenny Wayne Shepherd      | 3      |
| 9. Mai        | Most High               | Jimmy Page & Robert Plant | 2      |
| 23. Mai       | Blue on Black           | Kenny Wayne Shepherd      | 2      |
| 6. Juni       | I Lie in the Bed I Make | Brother Cane              | 4      |
| 4. Juli       | Blue on Black           | Kenny Wayne Shepherd      | 1      |
| 11. Juli      | The Down Town           | Days of the New           | 10     |
| 19. September | What's This Life For    | Creed                     | 6      |
| 31. Oktober   | Psycho Circus           | Kiss                      | 1      |
| 7. November   | Fly Away                | Lenny Kravitz             | 3      |
| 28. November  | Turn the Page           | Metallica                 | 11     |

### 1999
| Datum         | Titel          | Künstler              | Wochen |
| ------------- | -------------- | --------------------- | ------ |
| 13. Februar   | What It's Like | Everlast              | 1      |
| 20. Februar   | Heavy          | Collective Soul       | 15     |
| 5. Juni       | Lit Up         | Buckcherry            | 3      |
| 26. Juni      | Promises       | Def Leppard           | 3      |
| 17. Juli      | Scar Tissue    | Red Hot Chili Peppers | 10     |
| 25. September | Higher         | Creed                 | 17     |

## Künstler mit den meisten Nummer-eins-Hits
| Anzahl | Künstler            |
| ------ | ------------------- |
| 8      | Van Halen           |
| 7      | Collective Soul     |
| 6      | Aerosmith           |
| 6      | The Black Crowes    |
| 6      | Stone Temple Pilots |

| Anzahl | Künstler                        |
| ------ | ------------------------------- |
| 4      | Tom Petty and the Heartbreakers |
| 4      | U2                              |
| 4      | ZZ Top                          |
| 3      | Def Leppard                     |
| 3      | John Mellencamp                 |
| 3      | Metallica                       |
| 3      | Pearl Jam                       |
| 3      | Rush                            |
| 3      | Soundgarden                     |

| Anzahl | Künstler              |
| ------ | --------------------- |
| 2      | AC/DC                 |
| 2      | Bad Company           |
| 2      | Brother Cane          |
| 2      | Creed                 |
| 2      | Days of the New       |
| 2      | Lenny Kravitz         |
| 2      | Red Hot Chili Peppers |
| 2      | The Rolling Stones    |